# Trachyphyllum fragilifolium
Trachyphyllum fragilifolium là một loài rêu trong họ Pterigynandraceae. Loài này được Dixon mô tả khoa học đầu tiên năm 1938.